# Alberto Giuliani (fotografo)
Alberto Giuliani (Pesaro, 8 settembre 1975) è un fotografo e giornalista italiano, conosciuto in particolare per il suo lavoro sulle mafie italiane e sul personale sanitario durante la pandemia da COVID-19 in Italia.
È autore del libro Gli immortali - storie dal mondo che verrà (Il Saggiatore), un viaggio nel futuro dell'umanità e Next Love - un viaggio inatteso dentro la natura dell'amore (Il Saggiatore)

## Vita e carriera
Giuliani è nato a Pesaro dove ha vissuto fino ai suoi 18 anni. Intrapresi gli studi universitari alla facoltà di Sociologia dell'Università di Urbino, si è spostato inizialmente a Bologna e poi a Milano. 
I suoi lavori si concentrano dapprima su viaggi e fotografia. A vent'anni riceve il premio "Lo Straniero", per il suo lavoro sui bambini di strada in Sud America. In questo periodo inizia la sua amicizia e la sua collaborazione col fotografo Alex Majoli (Magnum Photos).
Nel 1995 entra a far parte dell'agenzia Grazia Neri. Nei suoi primi anni da professionista si occupa dei grandi eventi di attualità internazionale, tra i quali la guerra in Afghanistan del 2001, dopodiché sposta la sua attenzione su storie di approfondimento, come la situazione in Argentina che intitola Cry for me.
Nel 2007 inizia Malacarne - Married to the Mob, un lavoro sulle mafie Italiane e i loro interessi nel mondo, lavoro che interromperà bruscamente nel 2010. Il suo lavoro, realizzato con la collaborazione di importanti esponenti del mondo dell'antimafia, viene scelto dallo scrittore Roberto Saviano per il monologo di chiusura del Festival internazionale delle letterature di Roma e riceve il Premio Giancarlo Siani per il giornalismo.
Dopo la chiusura dell'agenzia Grazia Neri, sempre nel 2010, fonda insieme ad altri l'agenzia LUZ Photo, che dirige fino alla metà del 2013. Il suo lavoro viene descritto nel libro La mia fotografia di Grazia Neri. Nel frattempo, oltre alle immagini, la sua collaborazione con le testate giornalistiche si estende ai testi giornalistici e narrativi, dedicandosi principalmente allo storytelling, alla sperimentazione di nuovi linguaggi e forme narrative, al racconto di storie per il mondo editoriale, delle ONG e corporate. Con il lavoro Surviving Humanity, pubblicato a puntate su Vanity Fair Italia e in seguito ripreso da varie testate giornalistiche internazionali, ha raccontato i protagonisti del mondo scientifico; astronauti della NASA diretti su Marte, padri della robotica umanoide e quelli della crioconservazione, gli guardiani del cambiamento climatico al Polo Nord e gli studiosi della genomica e della clonazione in Asia, sono tra i protagonisti. Una delle foto del servizio appare sulla copertina numero 118 (gennaio 2020) del magazine Il maschile, il mensile di Il sole 24 ore.
Nel suo libro Gli immortali - storie dal mondo che verrà, Giuliani racconta in prima persona un viaggio nel futuro, alla ricerca di un modo per vincere la morte. Il libro viene presentato al Salone del libro di Torino nel 2019 e viene recensito da Daria Bignardi sulla rivista Vanity Fair. Gli immortali è tradotto in Tedesco, Spagnolo e Finlandese.
A marzo 2020 realizza il reportage Il coraggio. La gratitudine, sul lavoro del personale sanitario dell'ospedale San Salvatore di Pesaro durante la pandemia da COVID-19 in Italia. Le sue foto di medici anestesisti e infermieri dei reparti di pronto soccorso e rianimazione con i volti stanchi e segnati dai dispositivi di protezione appena tolti, vengono pubblicate su vari siti e riviste in Italia e all'estero: la rivista statunitense The Atlantic, la tedesca Stern, il British Journal of Photography, il Photography Festival 2020, il sito Medical facts del virologo Roberto Burioni, Universo mamma e altri.
Insegna storytelling alla Scuola del cinema Rossellini a Roma. 
Nel febbraio 2023 pubblica il libro Next Love - un viaggio inatteso dentro la natura dell'amore. Giuliani racconta la storia di un uomo che ha deciso di attraversare il mondo per trovare una risposta alla domanda più difficile di sempre: che cos’è l’amore? 

### Copertine
Marie Claire Messico dedica la copertina del mese di maggio al servizio fotografico di Giuliani realizzato a marzo 2020 all'interno dell'ospedale di Pesaro. Lo stesso fa lo speciale fotografico Internazionale extra Foto del periodico Internazionale con il suo numero 11, Primavera 2020. La copertina del British Journal of Photography nella sua edizione del 1 giugno 2020 - che ha come sottotitolo Endurance and Exhaustion. Faces of the frontline - è destinata ad uno dei ritratti dei medici anestesisti ripresi da Alberto Giuliani al San Salvatore.

## Premi e riconoscimenti
- 1995 Premio Lo Straniero
- 2001, Premio Canon
- 2005, J.S.Masterclass del World Press Photo
- Premio Giancarlo Siani per il giornalismo[21] per Malacarne - Married to the Mob
- 2009, Finalista W.E. Smith Grant con Malacarne - Married to the Mob
- 2010, Leica Award for Reportage[3]
- 2013, Premio Fedic della giuria (cinema)
- 2016, Streamers Premio Celeste per Surviving humanity[22]
- 2016, Lensculture Award
- Portrait Award 2021, Lensculture (terzo premio)[23]
- Photographer of the Year - Prix de la Photographie Paris 2020

## Opere
- Dintorni dello sguardo, NapoliFotoCittà, Art& editions (1993)
- Tibet since 1950, Aperture – Human Rights Watch (2001)
- Nextonothing, Logos editions (2003)
- P0 Photo, Motta limited edition (2003)
- Ordinary, World Press Photo J.S. Masterclass (2005)
- Cina Tibet, Amnesty International – EGA editions (2007)
- Malacarne – Married to the mob, EDEL Books editions (2010)
- Gli immortali, storie dal mondo che verrà - Il Saggiatore (2019)
- Next Love, un viaggio inatteso dentro la natura dell'amore - Il Saggiatore (2023)

## Galleria d'immagini

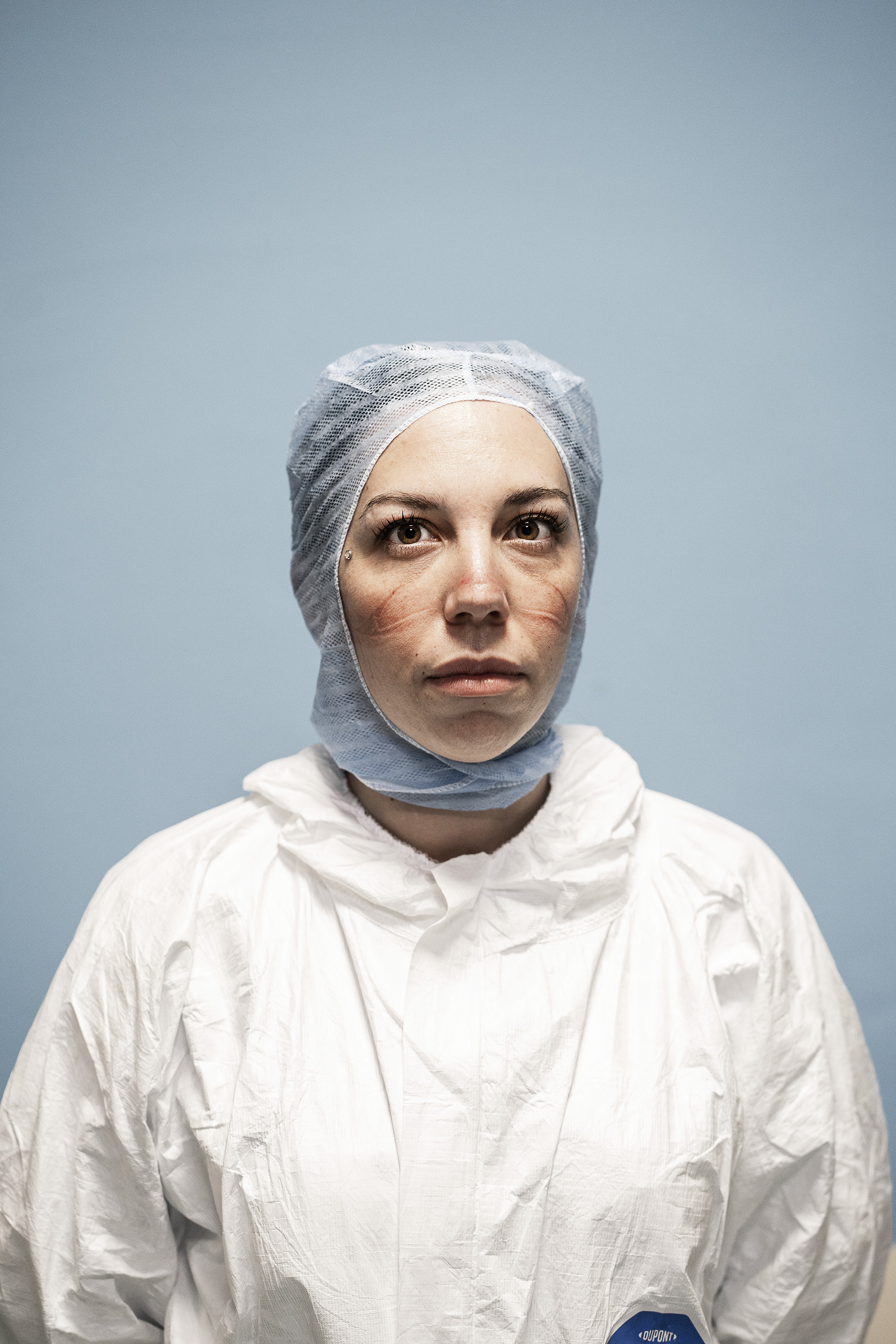
Ritratto di Olivia Giorgi, infermiera del reparto di terapia intensiva
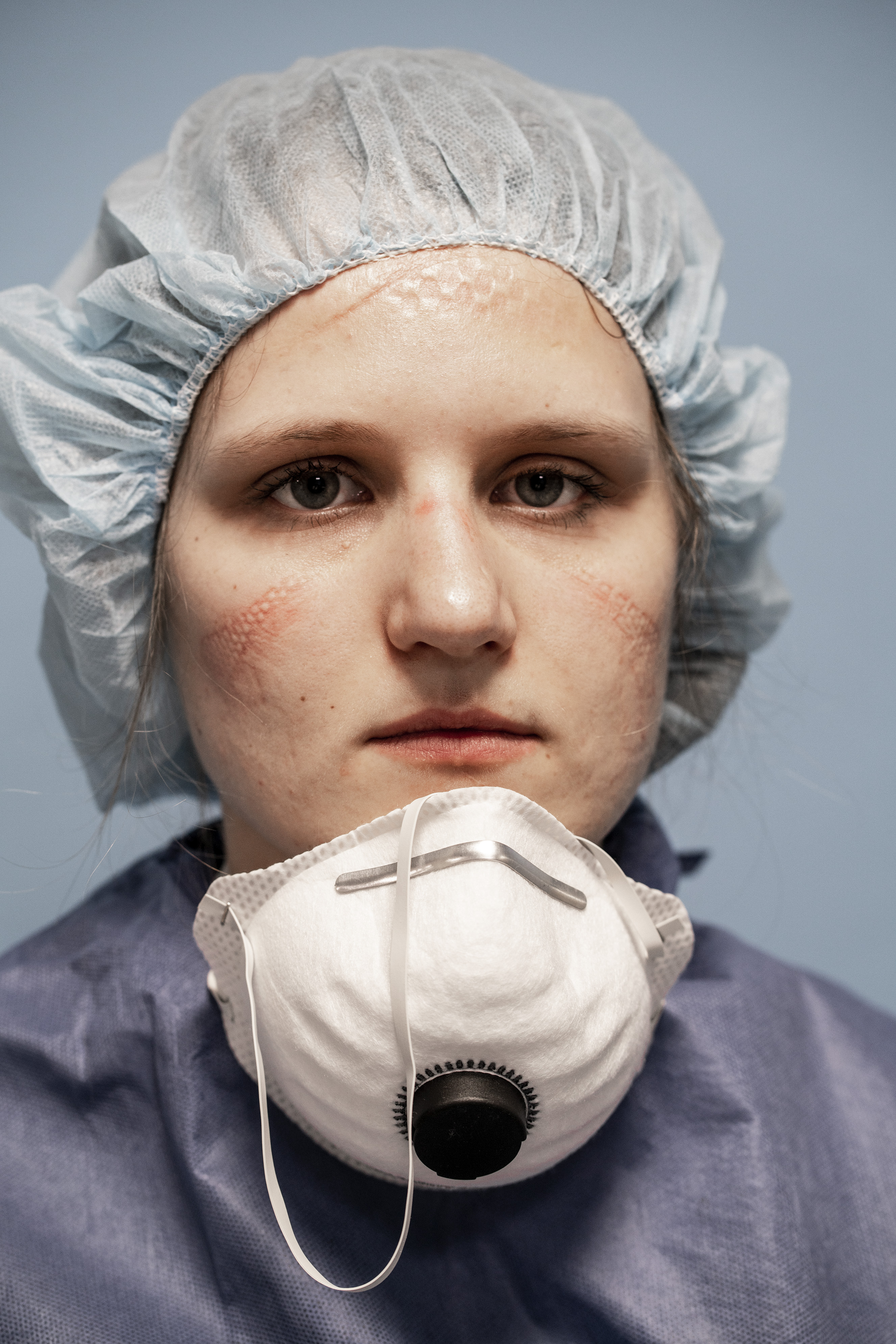
Ritratto di Eleonora Hulsof, infermiera anestesista
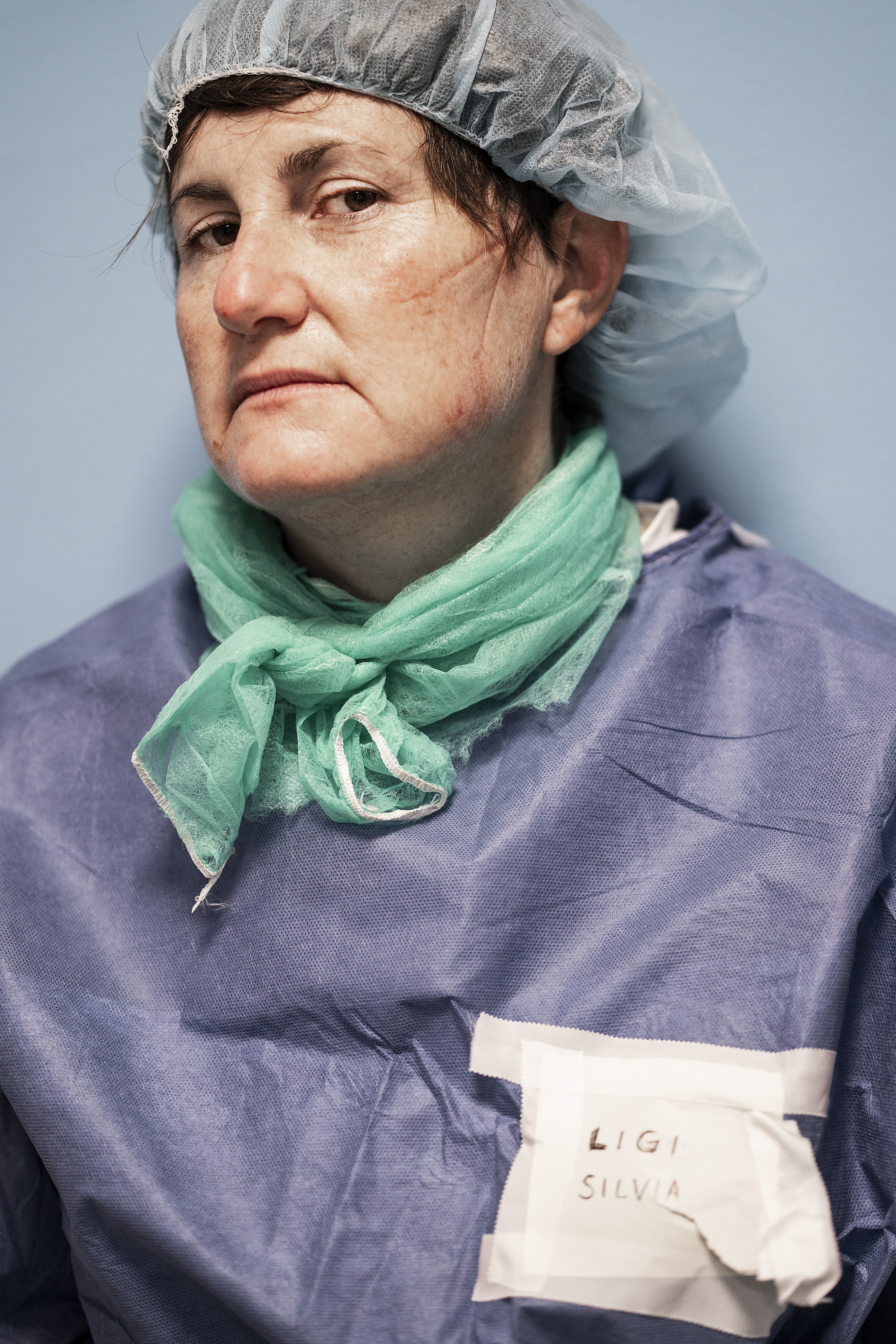
Ritratto di Silvia Ligi, medico anestesista
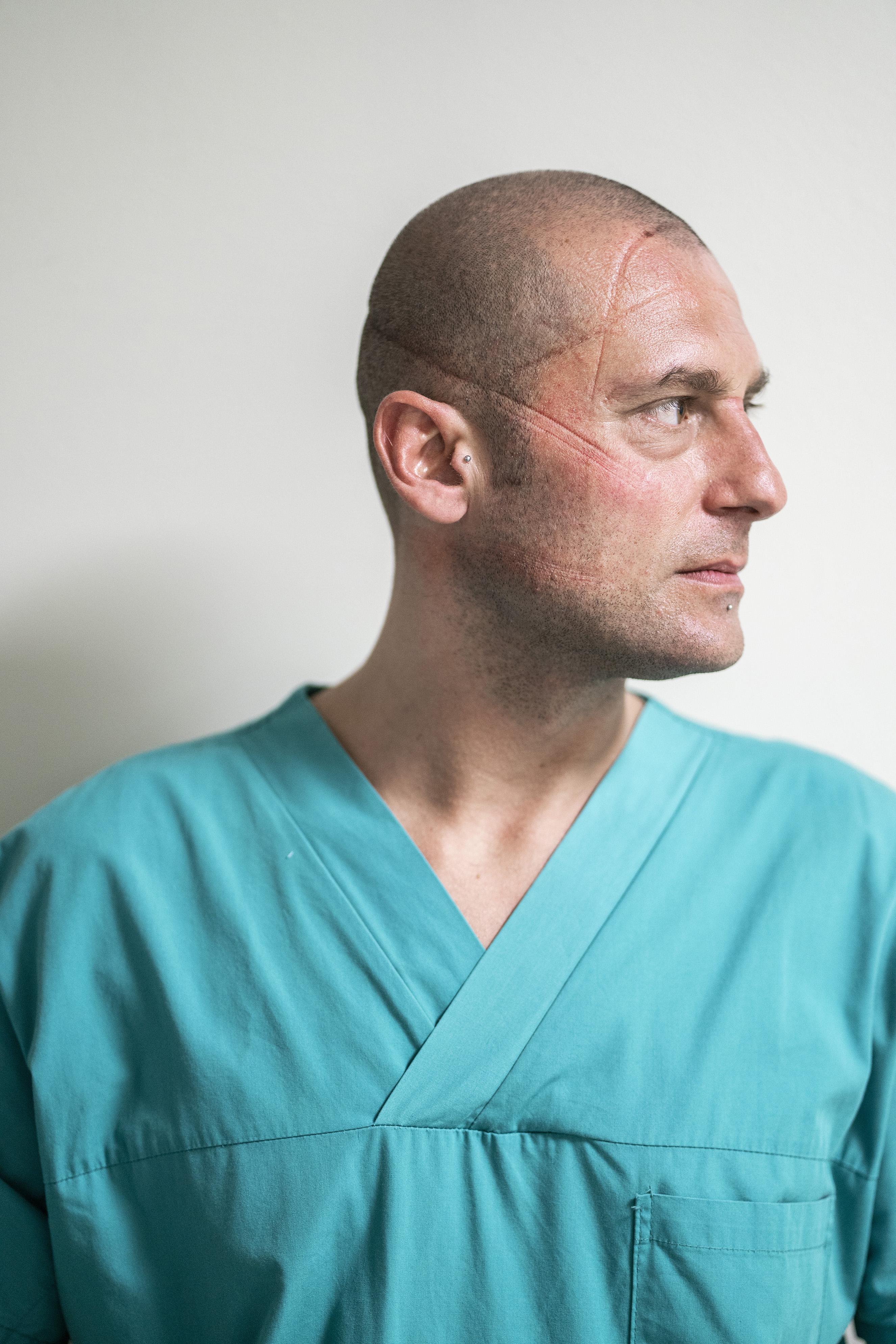
Ritratto di Vincenzo Siciliano, infermiere terapia intensiva
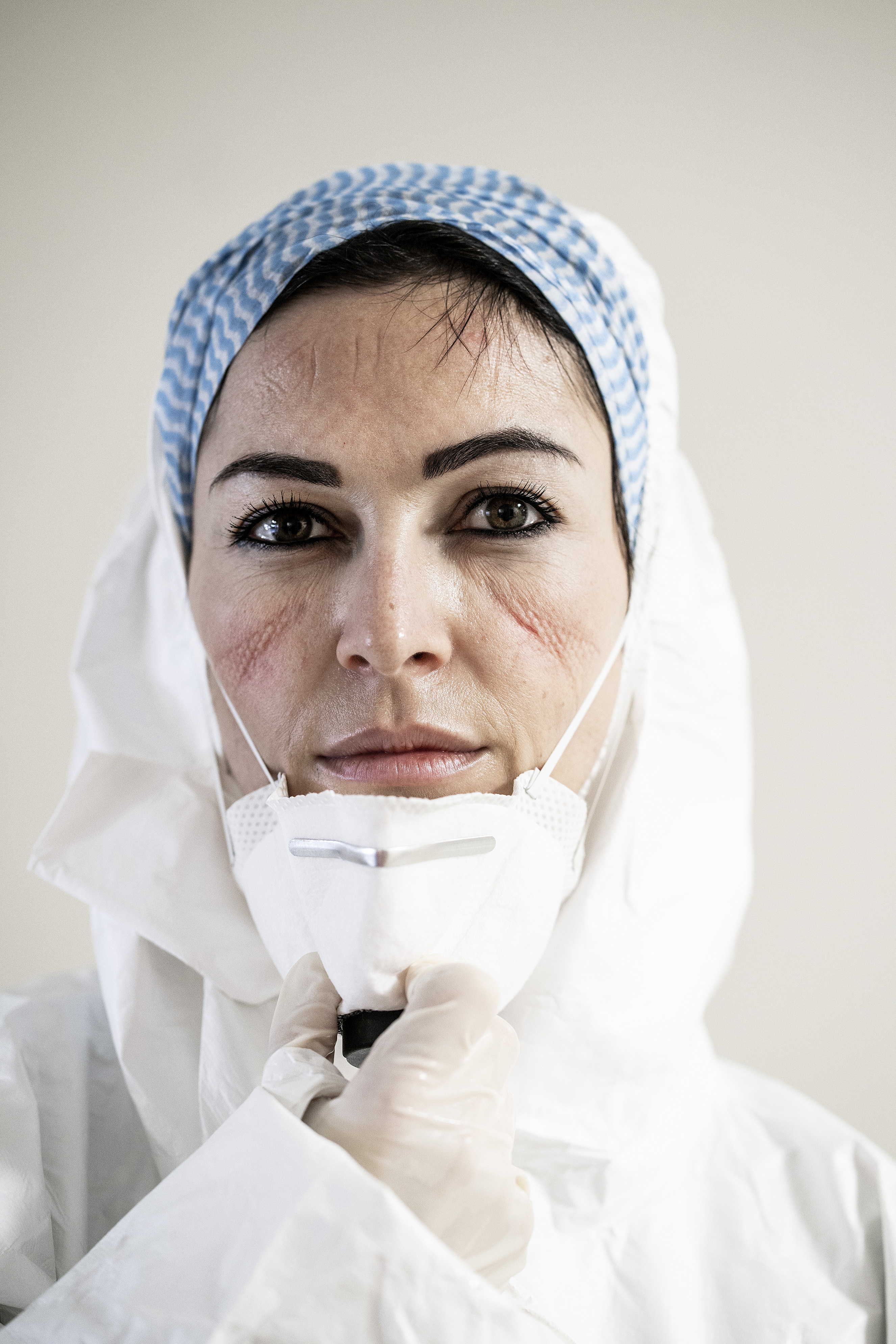
Ritratto di Francesca Palumbo, infermiera terapia intensiva
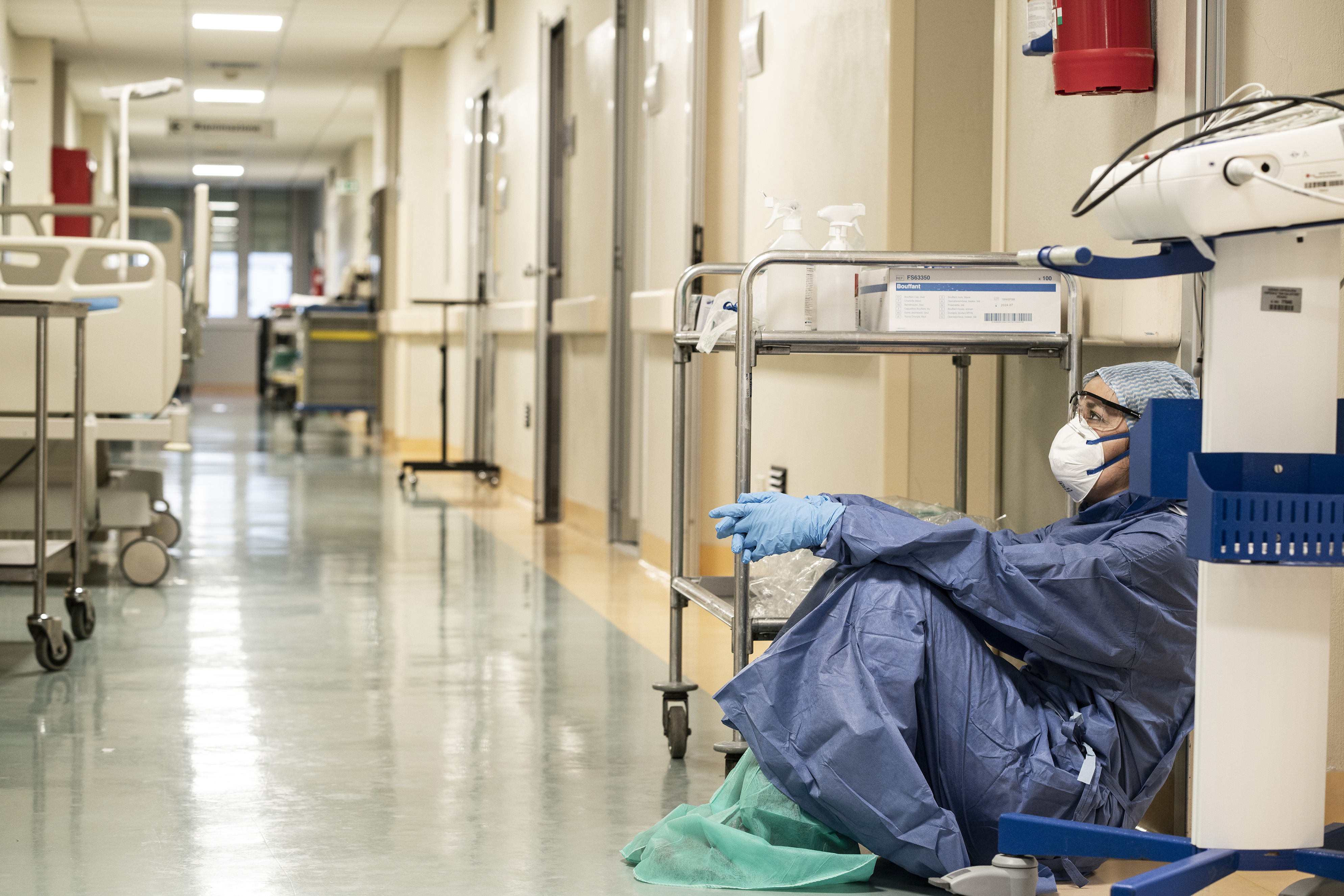
Annalisa Silvestri, medico anestesista
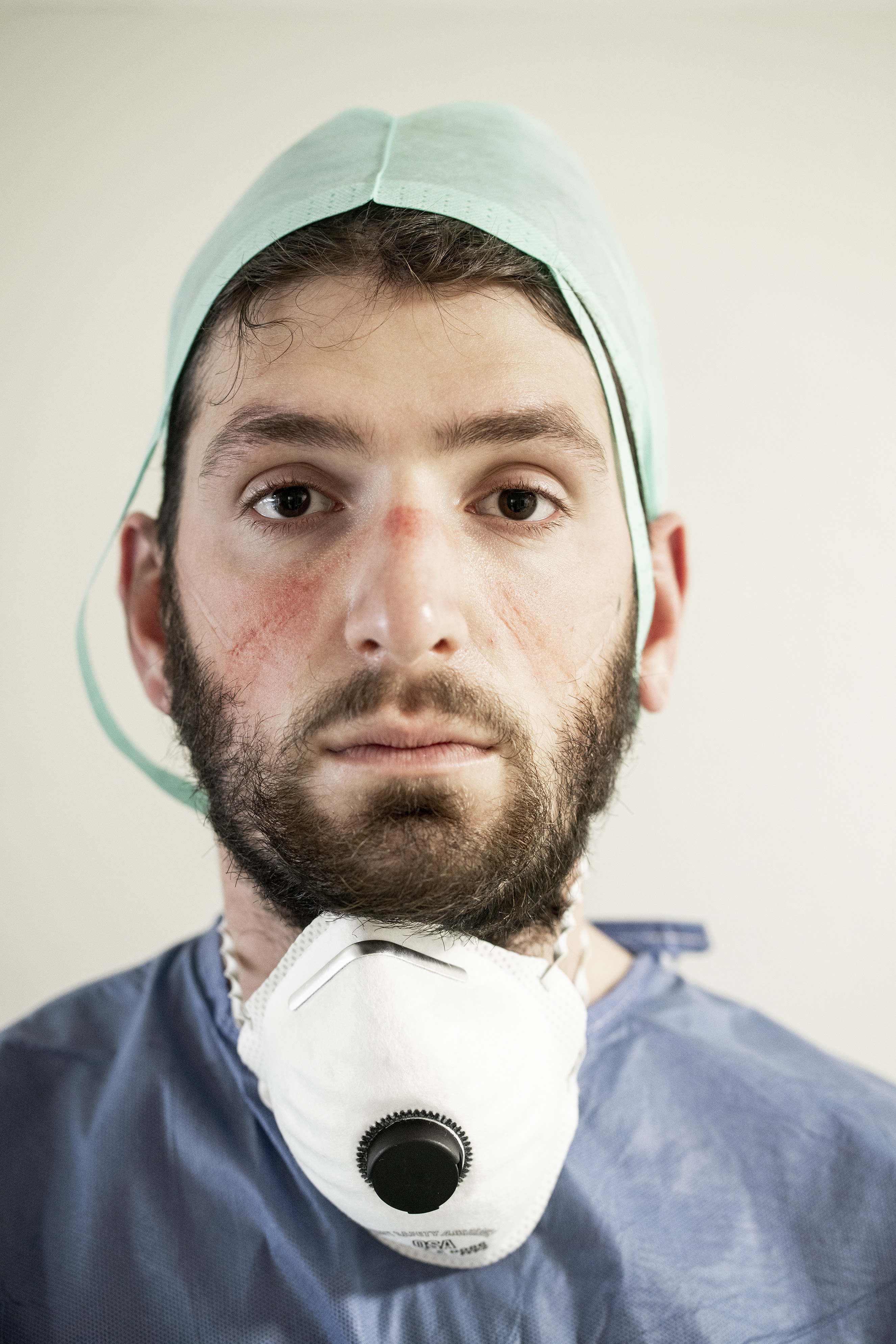
Ritratto di Federico Paolin, medico anestesista
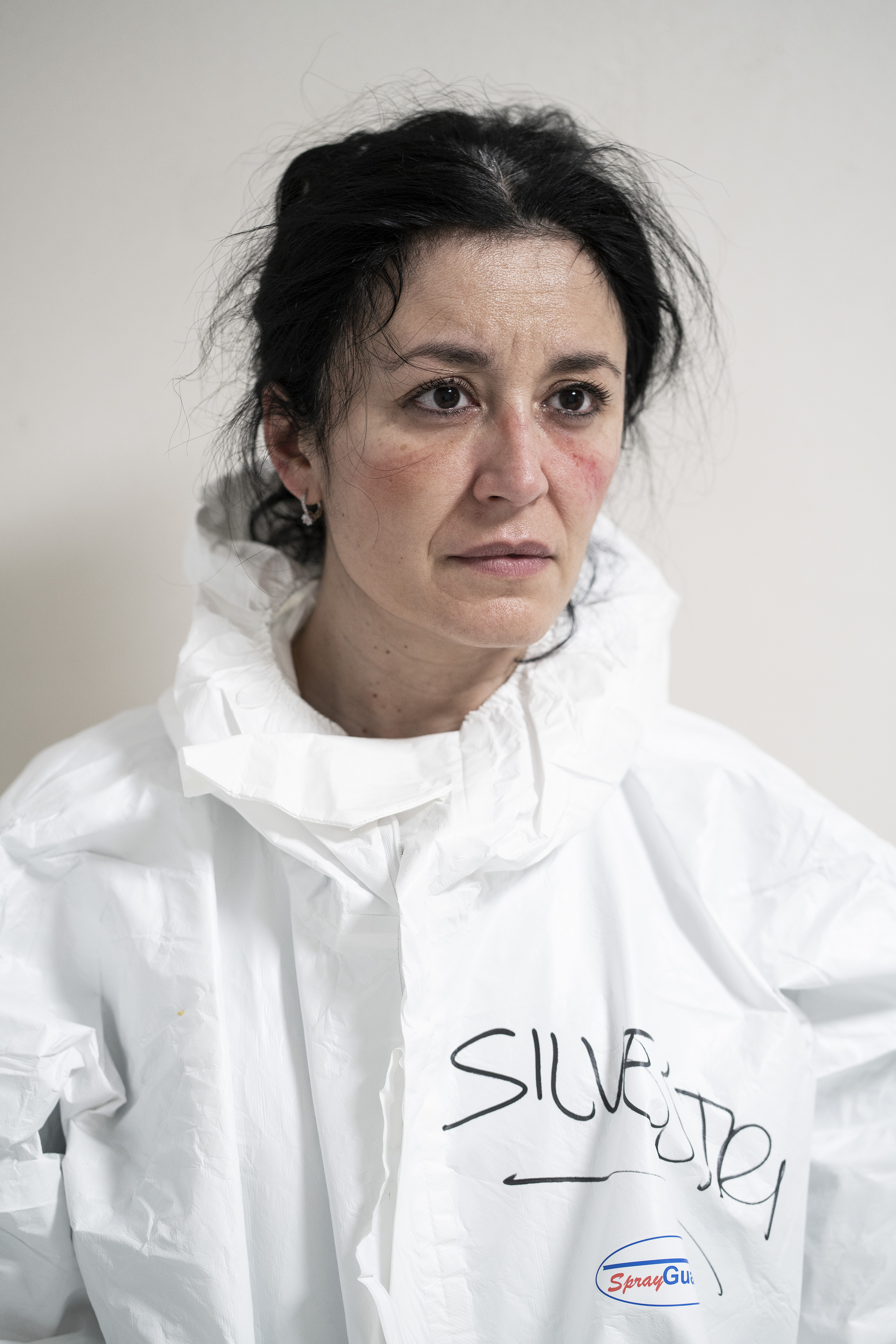
Ritratto di Annalisa Silvestri, medico anestesista
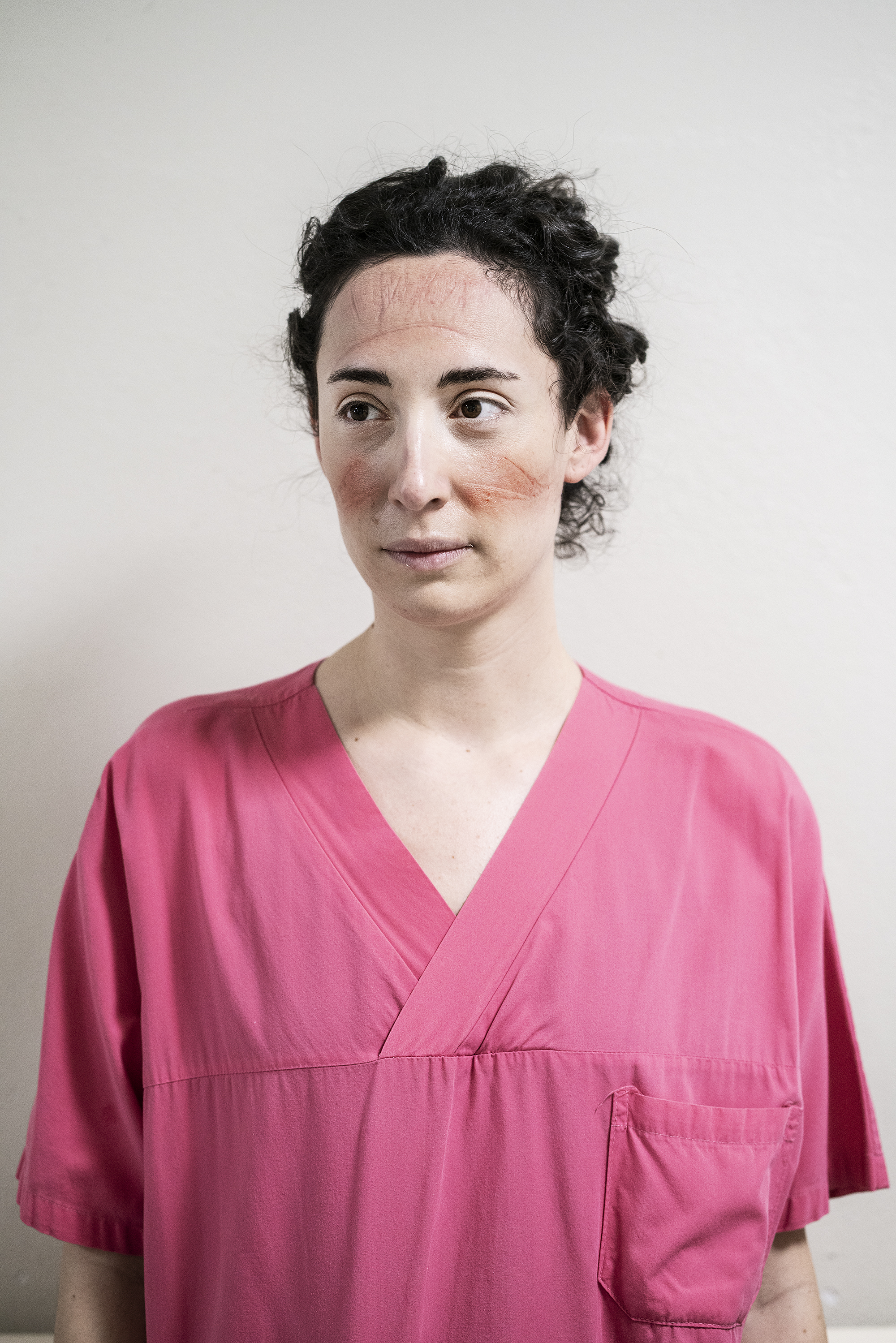
Ritratto di Michelle Brozzi, medico anestesista